# Гольцшмидт, Владимир Августович
Владимир Августович Гольцшмидт (23 августа 1888, Москва — 29 июля 1952, Иваново) — профессор, заведующий кафедрой физической и коллоидной химии Ивановского химико-технологический института (ИХТИ).

## Биография
Родился в Москве в 1888 году. Его дед (по отцу) был родом из Митавы, а сам отец, Август Яковлевич Гольцшмидт, был торговым служащим — работал приказчиком в магазинах спортивной и резиновой обуви. Мать Владимира, Анфиса Григорьевна (урожденная Прудникова, умерла в 1904 году), родилась в крестьянской семье.
Среднее образование получил в частном реальном училище Фидлера в Москве. В 1908 году он поступил на отделение естественных наук физико-математического факультета Московского университета: окончил университет 28 мая 1913 года с дипломом I степени.
В 1913-14 годах работал лаборантом в лаборатории фирмы красок Т. Ганделина, а затем — химиком-лаборантом на ткацкой и красильной фабрике А. Г. Гусева (1914-16; после 1917 года фабрика получила название «Трудящийся рабочий»). В 1916-19 годах он работал на частном предприятии братьев Шустовых, которое в 1917 году было национализировано и получило название «Фосген».
В 1920-1921 годы стал преподавателем неорганической химии в Уральском университете в Екатеринбурге. В 1921 году он получил позицию старшего ассистента в Иваново-Вознесенском политехническом институте (ИВПИ) и переехал в Иваново-Вознесенск. Одновременно, Гольцшмидт трудился на рабфаке ИВПИ. В то время он получил почетную грамоту как лучший лектор на химическом факультете.
В 1928 года избран доцентом кафедры физической и коллоидной химии; в 1932 году стал заведующим кафедрой, а с 1933 года — профессором ИХТИ. 17 июня 1934 года Высшая аттестационная комиссия (председатель — Г. М. Кржыжановский) по совокупности научных трудов утвердила В. А. Гольцшмидта в звании профессора.
За плодотворную педагогическую деятельность получил благодарность и премию от Наркома оборонной промышленности СССР (приказ Nº401 от 26 октября 1936 года). В мае 1937 года его аспиранты (Николай Константинович Воробьев и Капитон Николаевич Белоногов) были удостоены премий на Всесоюзном конкурсе молодых ученых.
В годы Великой Отечественной войны занимался педагогической деятельностью и научной работой, связанной с запросами фронта и тыла. После войны профессор Евгений Алексеевич Шилов, ставший к тому времени членом-корреспондентом АН УССР, высказал пожелание, чтобы руководство ИХТИ ходатайствовало перед ВАК о присуждении Гольцшмидту ученой степени доктора химических наук без защиты диссертации — по совокупности опубликованных научных работ (их тогда было 25). 24 октября 1946 года ходатайство ИХТИ было отправлено в Москву, но дальнейшего развития это дело не получило.
Скончался 29 июля 1952 года.

## Научная работа
Тематика научных интересов Владимира Гольцшмидта включала в себя как термодинамику растворов, так и кинетику протекания химических реакций: фотоэлектроколориметрические исследования образования роданида железа, изучение реакций образования четвертичных аммонийных солей, изучение реакций между различными галоидными алкилами (бензолхлорид, бензолбромид и др.) и третичными аминами (пиридин, хинолин, диметиланилин). Он также занимался вопросами автокатализа и теорией активных комплексов.

## Произведения
- В. Гольцшмидт, Н. Воробьев, В. Киселева, К. Краснов. Практикум по физической химии. Л.: Химия. 1964, 384 с.
- Н. Воробьев, В. Гольцшмидт, М. Карапетьянц. Практикум по физической химии. 1950, 300 с.

## Семья
Брат и две сестры.
В 1925 г. женился на Анне Ивановне Охотниковой, имевшей дочь от первого брака.